# 罗什-贝坦库尔
罗什-贝坦库尔（法語：Roches-Bettaincourt，法語發音：[ʁɔʃ bɛtɛ̃kuʁ]）是法国上马恩省的一个市镇，位于该省中北部，属于圣迪济耶区。该市镇于1973年由原市镇罗尼翁河畔罗什（Roches-sur-Rognon）和贝坦库尔（Bettaincourt）合并而成。

## 地理
罗什-贝坦库尔（48°18'22"N, 5°15'5"E）面积41.38 平方千米，位于法国大東部大區上马恩省，该省份为法国东北部内陆省份，北起马恩省和默兹省，西接奥布省，西南接科多尔省，东南接上索恩省，东临孚日省。
与罗什-贝坦库尔接壤的市镇（或旧市镇、城区）包括：罗尼翁河畔蒙托、雷内勒、锡涅维尔、武埃库尔、昂德洛-布朗什维尔、比松、杜兰库尔-索库尔、埃皮宗。

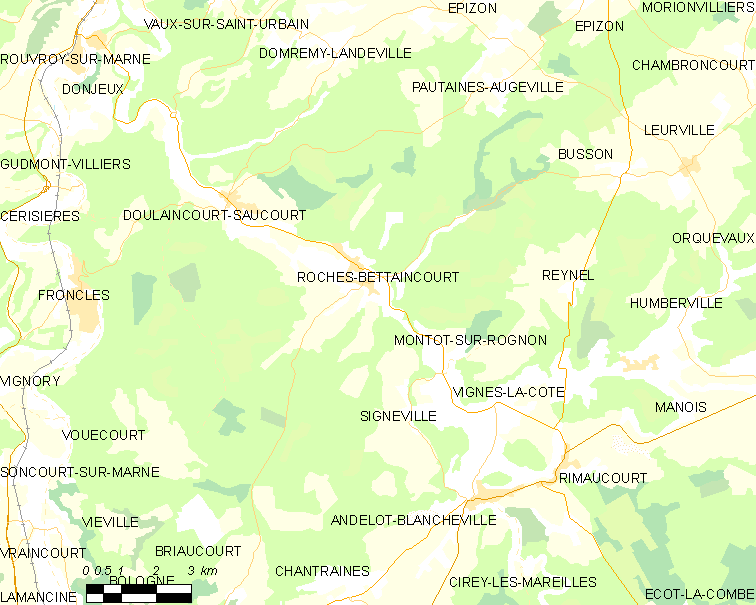
罗什-贝坦库尔的OSM定位图

罗什-贝坦库尔的时区为UTC+01:00、UTC+02:00（夏令时）。

## 行政
罗什-贝坦库尔的邮政编码为52270，INSEE市镇编码为52044。

## 政治
罗什-贝坦库尔所属的省级选区为博洛涅县。

## 人口

1962-2008年间罗什-贝坦库尔人口变化图示

罗什-贝坦库尔于2022年1月1日时的人口数量为527人。